# ジャスティン・ハブナー
ジャスティン・クインシー・ハブナー（Justin Quincy Hubner、2003年9月14日 - ）は、オランダ・北ブラバント州スヘルトーヘンボス出身のプロサッカー選手。エールディヴィジ・フォルトゥナ・シッタート所属。ポジションはディフェンダー（センターバック）、ミッドフィールダー（守備的ミッドフィールダー）。インドネシア代表。

## クラブ経歴
母がオランダ人、父がインドネシア人。家族はジャカルタとマカッサルにいる。ポケモンカードが好き。
2019年、高校進学にあたって、イタリアのボローニャの練習生として、活躍した。その試合でイングランド・プレミアリーグのウルヴァーハンプトン・ワンダラーズFCのスカウトに声を掛けられ、プレミアリーグでプレーする事を目標にアカデミーのU-18に加入。
2020年、新型コロナウイルスによるパンデミックにより、半年間は全くサッカーをしなかった。これは自身にとって困難な事態だったと話している。活動再開後は、U-21チームに飛び級昇格。その後はキャプテンを務めた。
2023年2月にアカデミー在籍選手ながら、トップチーム昇格を果たし、2025年6月までの2年半で契約を締結した。12月のアーセナルFC戦で初めてベンチ入り。全公式戦で出場は無かった。
2024年3月12日、試合経験を積んでステップアップすることを目標に、Jリーグのセレッソ大阪にシーズン終了までの期限付き移籍で加入。プロ初出場を飾った。5月11日、13節で初先発したが、3失点し途中交代となりチームも1-4で完敗した。5月22日、リーグカップ戦で再び先発出場したが、前半でDOGSOで一発退場処分を受けてしまった。以降は先発から外れた。加入当初こそ守備固めとして終盤に投入されるかたちで一定の地位を得ていたが、荒削りなプレーが露呈し先発試合で全く活躍できず、レギュラー組に割って入る事はなかった。夏の移籍市場が開いている間の7月16日に期限付き移籍終了となり、当初の移籍期間を前倒しして退団した。本人は「とても寂しい気持ちでいっぱいですが、セレッソでの経験を次のチームで活かせるよう頑張ります。またいつの日か、ファン・サポーターの皆様に会える事を楽しみにしています。短い間でしたが本当にありがとうございました」とコメントした。また、4月に参戦したAFC U23アジアカップ兼パリ五輪予選のグループステージ第1節（対カタール）で自国代表が敗れると、試合後にインスタグラムを通じてカタール代表、カタールサッカー協会、アジアサッカー連盟を侮辱したとして7月初めにアジアサッカー連盟から罰金処分を受けていた。ちなみに、インドネシア代表の一部のファンが、ハブナーの出場が少ないことに対してセレッソの公式SNSに荒しコメントを大量に送りつづけており、この行為はハブナーの退団後も続いた。また、インドネシア人選手が在籍する各海外クラブに対して出場機会が少ないと荒しコメントを送り続ける行為が当たり前に行われる異常な実態も明らかになった。
2024-25シーズン、ウルヴァーハンプトンワンダラーズFC U-21チームに復帰。
2025年6月6日、2024-25シーズン限りでウルヴスを退団することが発表された。
2025年7月29日、3年契約（1年の延長オプション付き）でフォルトゥナ・シッタートに加入し、オランダに復帰した。

## 代表歴
2021年から2023年までU-20オランダ代表に招集されていた。
2024年インドネシアに帰化し、同年のAFCアジアカップ2023にインドネシア代表として出場した。

## 個人成績
| 国内大会個人成績 | 国内大会個人成績        | 国内大会個人成績 | 国内大会個人成績 | 国内大会個人成績 | 国内大会個人成績 | 国内大会個人成績 | 国内大会個人成績 | 国内大会個人成績 | 国内大会個人成績 | 国内大会個人成績 | 国内大会個人成績 |
| 年度             | クラブ                  | 背番号           | リーグ           | リーグ戦         | リーグ戦         | リーグ杯         | リーグ杯         | オープン杯       | オープン杯       | 期間通算         | 期間通算         |
| 年度             | クラブ                  | 背番号           | リーグ           | 出場             | 得点             | 出場             | 得点             | 出場             | 得点             | 出場             | 得点             |
| イングランド     | イングランド            | イングランド     | イングランド     | リーグ戦         | リーグ戦         | FLカップ         | FLカップ         | FAカップ         | FAカップ         | 期間通算         | 期間通算         |
| ---------------- | ----------------------- | ---------------- | ---------------- | ---------------- | ---------------- | ---------------- | ---------------- | ---------------- | ---------------- | ---------------- | ---------------- |
| 2019–20          | ウルヴァーハンプトンU18 |                  | U18プレミア      | 2                | 0                | 0                | 0                | 0                | 0                | 2                | 0                |
| 2020-21          | ウルヴァーハンプトンU18 |                  | U18プレミア      | 22               | 1                | 0                | 0                | 0                | 0                | 22               | 1                |
| 2021-22          | ウルヴァーハンプトンU18 |                  | U18プレミア      | 7                | 1                | 0                | 0                | 0                | 0                | 7                | 1                |
| 2020-21          | ウルヴァーハンプトンU21 |                  | プレミア2        | 1                | 0                | 0                | 0                | 0                | 0                | 1                | 0                |
| 2021-22          | ウルヴァーハンプトンU21 |                  | プレミア2        | 13               | 0                | 0                | 0                | 0                | 0                | 13               | 0                |
| 2022-23          | ウルヴァーハンプトンU21 |                  | プレミア2        | 17               | 0                | 0                | 0                | 0                | 0                | 17               | 0                |
| 2023-24          | ウルヴァーハンプトンU21 |                  | プレミア2        | 12               | 4                | 0                | 0                | 0                | 0                | 12               | 4                |
| 2023-24          | ウルヴァーハンプトン    |                  | プレミア         | 0                | 0                | 0                | 0                | 0                | 0                | 0                | 0                |
| 日本             | 日本                    | 日本             | 日本             | リーグ戦         | リーグ戦         | リーグ杯         | リーグ杯         | 天皇杯           | 天皇杯           | 期間通算         | 期間通算         |
| 2024             | C大阪                   | 28               | J1               | 6                | 0                | 2                | 0                | 0                | 0                | 8                | 0                |
| 通算             | イングランド            | イングランド     | プレミア         | 0                | 0                | 0                | 0                | 0                | 0                | 0                | 0                |
| 通算             | イングランド            | イングランド     | プレミア2        | 43               | 4                | 0                | 0                | 0                | 0                | 43               | 4                |
| 通算             | イングランド            | イングランド     | U18プレミア      | 31               | 2                | 0                | 0                | 0                | 0                | 31               | 2                |
| 通算             | 日本                    | 日本             | J1               | 6                | 0                | 2                | 0                | 0                | 0                | 8                | 0                |
| 総通算           | 総通算                  | 総通算           | 総通算           | 80               | 6                | 2                | 0                | 0                | 0                | 82               | 6                |

## 代表歴

### 試合数
- 国際Aマッチ 14試合 0得点（2024年-）[17]

| インドネシア代表 | 国際Aマッチ | 国際Aマッチ |
| 年               | 出場        | 得点        |
| ---------------- | ----------- | ----------- |
| 2024             | 14          | 0           |
| 通算             | 14          | 0           |